# Ante Tomašević
Ante Tomašević je bio hrvatski hrvač.
O njemu je napisao knjigu hrvatski psihijatar Mijo Milas, Hrvatski junak i svjetski atleta Ante Tomašević, 1990.

## Vanjske poveznice
- Ljubiša Zečević, Hrvač Ante Tomašević u sarajevskom tisku, Povijest sporta, god. 26., br. 104., ožujak 1995., str. 44–49.